# Tales of Wonder

Tales of Wonder est un magazine britannique de science-fiction publié de 1937 à 1942, sous la direction de Walter Gillings. Il est publié par The World's Work, une filiale de William Heinemann.

## Détails bibliographiques
|                                                                                                  | Hiver | Printemps | Été | Automne | Hiver |
| ------------------------------------------------------------------------------------------------ | ----- | --------- | --- | ------- | ----- |
| 1937                                                                                             |       |           |     |         | 1     |
| 1938                                                                                             |       | 2         | 3   | 4       | 5     |
| 1939                                                                                             |       | 6         | 7   | 8       | 9     |
| 1940                                                                                             |       | 10        | 11  | 12      |       |
| 1941                                                                                             | 13    | 14        |     | 15      |       |
| 1942                                                                                             |       | 16        |     |         |       |
| Numéros de Tales of Wonder, montrant le numéro. Walter Gillings a été tout au long de l'éditeur. |       |           |     |         |       |

Tales of Wonder est publié sous forme de pulp pour les 16 numéros. Il débute avec 128 pages; il est réduit à 96 pages avec le numéro d'hiver 1939; puis à 80 pages avec le numéro d'automne 1940; et enfin à 72 pages pour les trois derniers numéros. Il est édité par Walter Gillings, et son prix est fixé à 1/-. Il n'y a pas de numérotation du volume: chaque numéro est numéroté consécutivement.